# Привалово (Калининградская область)
Привалово (до 1946 — Мангарбен (нем. Mangarben)) — посёлок в Черняховском районе Калининградской области. До 2015 года входил в состав Свободненского сельского поселения.

## География
Посёлок расположен в срединной части Калининградской области, на стрелке рек Голубой (правый берег) и Преголи (левый берег). Располагается между двумя одноимёнными населёнными пунктами —  Междуречьем к востоку (где находится ближайшая ж/д-станция) и собственно посёлком Междуречьем к западу.

## История
После Второй мировой войны по решению Потсдамской конференции Мангарбен отошёл СССР.
До 1946 года населённый пункт носил название Мангарбен, затем получил русское название Привалово.

## Население
| 1910 | 2002 | 2010 |
| ---- | ---- | ---- |
| 265  | ↘64  | ↘59  |